# Neïa (rivière)
La Neïa (en russe : Не́я) est une rivière de l'oblast de Kostroma en Russie, qui traverse le territoire des raïons de Tchoukhloma, de Galitch, d'Antropovo, de Parfenievo, de Neïa et de Makariev. L'embouchure de la rivière est située le long de la rive droite de la rivière Ounja, rivière affluent de la Volga. La longueur de la rivière est de 253 km, et son bassin versant est de 6 060 km2. Il existe un itinéraire de tourisme nautique le long de la rivière.

## Géographie
La rivière est longue de 253 km et son bassin versant s'étend sur 6 060 km2. Elle prend sa source dans le raïon de Tchoukhloma, traverse les raïons de Galitch, d'Antropovo, de Parfenievo, de Neïa et de Makariev. Elle se jette sur la rive droite de l'Ounja, un affluent de Volga. Elle fait ainsi partie du système hydrologique de la Volga.  
Les principaux affluents de la Neïa sont l'Idol, le Kondoba, la Vokhtoma, la Nelcha. Les affluents de la source à la bouche sont : 
- 18 km : Annitsa (aussi nommé Kotchouga) (rg)
- 50 km : Kaklach (rg)
- 51 km : rivière sans nom, à 0,8 km en amont de l'embouchure de la rivière Kaklach (rg)
- 67 km : rivière Kondoba (rg)
- 71 km : Nomja (rd)
- 83 km : Nelcha (rg)
- 110 km : Myreva (rg)
- 120 km : Ivitsa (rd)
- 131 km : rivière sans nom, 2,7 km en aval de l'embouchure de la rivière Vokhtoma (rg)
- 134 km : Vokhtoma (rg)
- 145 km : Nendovka (rg)
- 154 km : Gorlovka (rg)
- 171 km : Petcherda (rg)
- 179 km : Idol (rg)
- 181 km : rivière sans nom, à proximité du village. Makarino (rd)
- 186 km : rivière Mironovka (rd)
- 201 km : rivière Iega (rg)
- 215 km : rivière Vertchouga (rg)